# Aeropuerto de Stuttgart

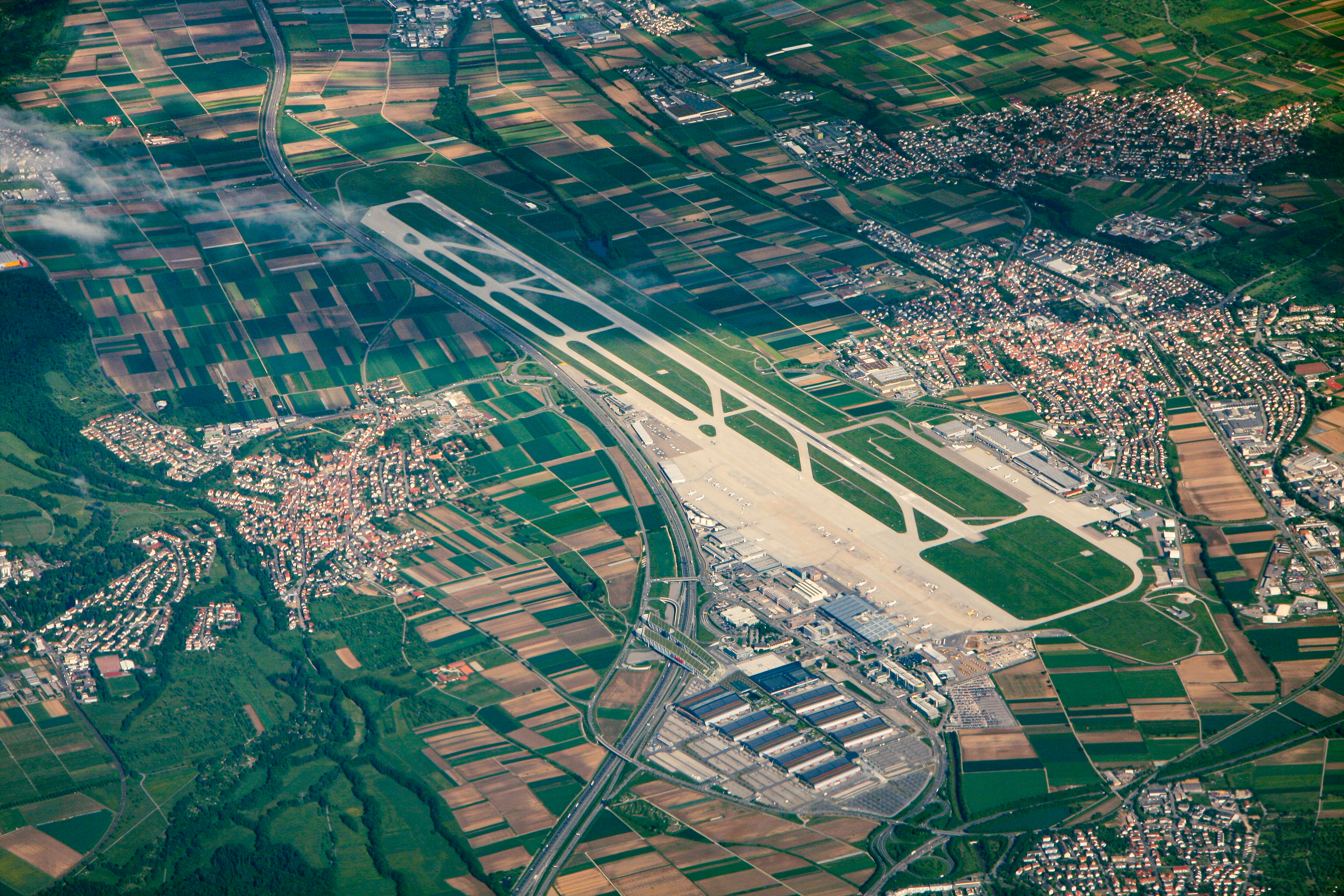
Runway

El Aeropuerto de Stuttgart (alemán: Flughafen Stuttgart, anteriormente Flughafen Stuttgart-Echterdingen) (IATA: STR, OACI: EDDS) es un aeropuerto internacional ubicado a unos 13 km al sur del centro de la ciudad de Stuttgart, Alemania.
El aeropuerto está situado en el límite entre tres ciudades: Leinfelden-Echterdingen, Stuttgart y Filderstadt. Es el séptimo aeropuerto en importancia en Alemania y el principal aeropuerto del Estado de Baden-Württemberg, con 9.718.438 pasajeros en el 2014.
Es un importante centro de conexión para las aerolínea de bajo costo alemana TUIfly.

## Historia

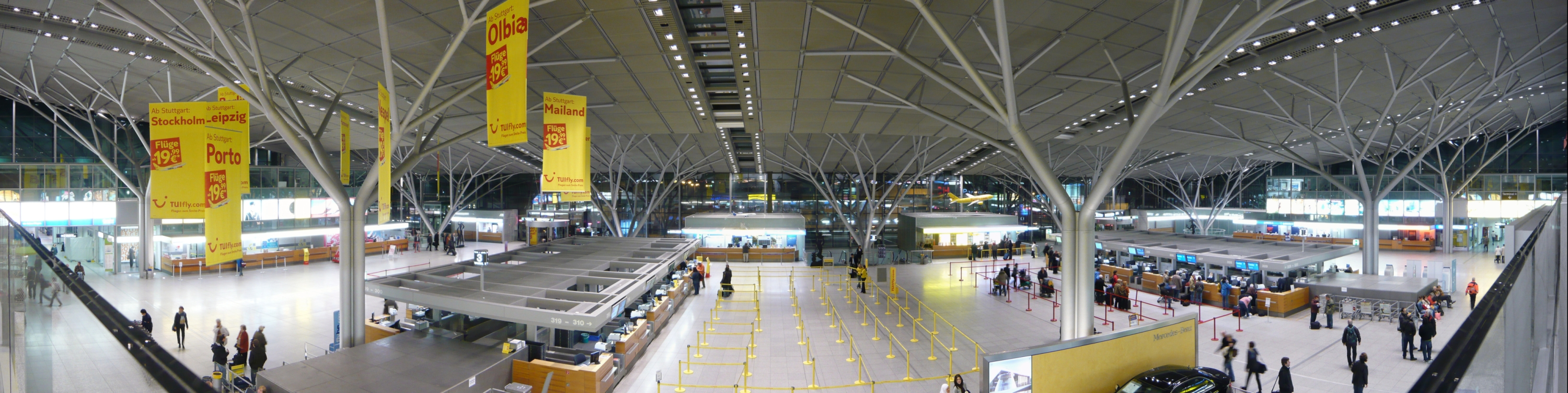
Interior del Aeropuerto.

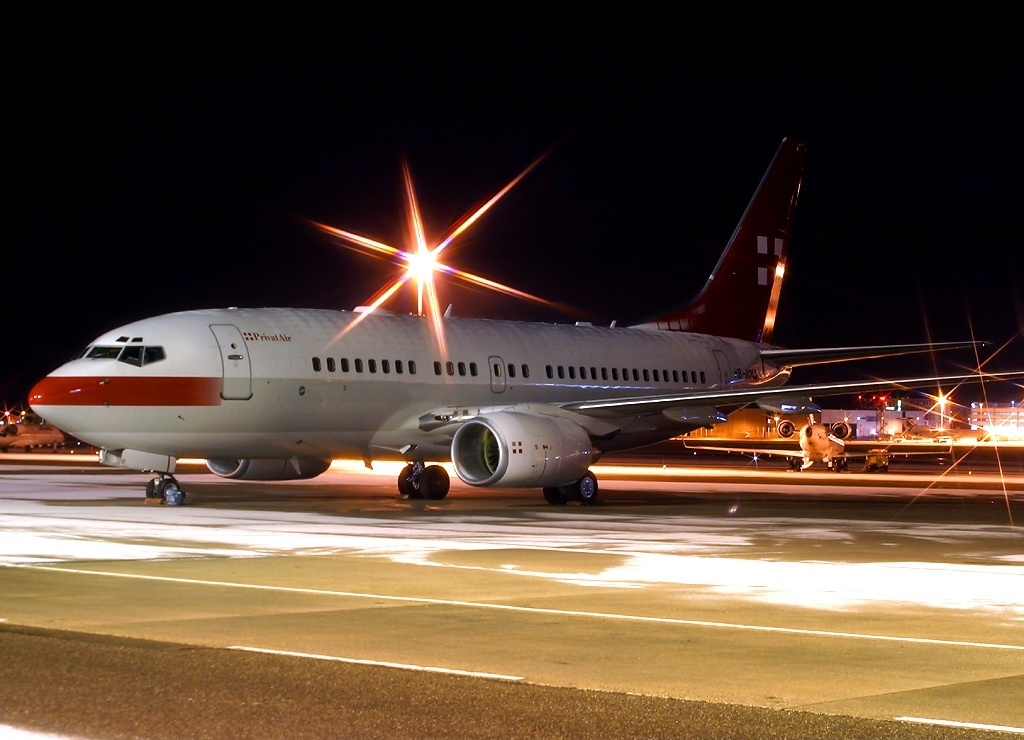
Boeing 737-700 de PrivatAir en el aeropuerto.

El aeropuerto fue establecido en 1939, en reemplazo del viejo aeropuerto de Böblingen. En 1945 la Fuerza Aérea Estadounidense tomó el control del aeropuerto y aún mantiene una base al sur del aeropuerto, el cual comparte con el helipuerto de la Policía Estatal de Baden-Württemberg. El helipuerto está bajo el control del Departamento de Policía de Stuttgart y tiene seis helicópteros modernos en él y otros dos en el Parque Aéreo Baden (en Söllingen). En 1948 el aeropuerto fue restituido a las autoridades alemanas.
El aeropuerto fue expandido luego de la Segunda Guerra Mundial. La pista fue extendida a 1800 m en 1948, luego a 2250 m en 1961, y finalmente hasta los 3.345 m en 1996.
Los trabajos de reemplazo de la vieja terminal de 1938 fueron finalizados en el 2004, con diseño a cargo del estudio Gerkan, Marg und Partner. En la actualidad cuenta con cuatro terminales para el servicio de pasajeros, con una capacidad máxima de aproximadamente 12 millones de pasajeros al año.

## Transporte público y accesos
Al Aeropuerto de Stuttgart se puede acceder fácilmente, se tarda unos treinta minutos desde la Estación Central de Stuttgart utilizando las líneas S2 o S3 del Stuttgart S-Bahn. El aeropuerto está localizado al borde de la autopista A8, que conecta las ciudades de Karlsruhe, Stuttgart y Múnich.

## Aerolíneas y destinos
Las siguientes aerolíneas opera vuelos regulares en el Aeropuerto de Stuttgart:
| Aerolíneas                    | Destinos |
| ----------------------------- | --- |
| Aegean Airlines               | Atenas, Salónica Estacional: Heraclión |
| Air Cairo                     | Estacional: Hurghada, Marsa Alam |
| Air France                    | París–Charles de Gaulle |
| Air Serbia                    | Belgrado |
| airBaltic                     | Riga |
| AnadoluJet                    | Estambul–Sabiha Gökçen Estacional: Antalya |
| Austrian Airlines             | Viena |
| British Airways               | Londres–Heathrow |
| Condor                        | Fuerteventura, Gran Canaria, Hurghada, Palma de Mallorca, Tenerife–Sur Estacional: Corfú, Funchal, Heraclión, Kos, Lanzarote, Preveza/Lefkada, Pristina (inicia 12 de mayo de 2024), Rodas |
| Corendon Airlines             | Estacional: Antalya, Heraclión (inicia 27 de abril de 2024), Esmirna |
| Delta Air Lines               | Estacional: Atlanta |
| European Air Charter          | Chárter estacional: Burgas, Varna |
| Eurowings                     | Alicante, Ámsterdam (finaliza 29 de marzo de 2024), Atenas, Barcelona, Beirut, Berlín, Bremen, Budapest, Catania, Chișinău (inicia 18 de mayo de 2024), Edimburgo (inicia 1 de mayo de 2024), Estocolmo–Arlanda, Faro, Gran Canaria, Hamburgo, La Palma, Lisboa, Londres–Heathrow, Málaga, Mánchester (inicia 6 de mayo de 2024), Milán–Malpensa, Nápoles, Palma de Mallorca, Pristina, Roma–Fiumicino, Salónica, Sarajevo, Split, Tirana, Valencia, Viena, Zagreb Estacional: Adana, Antalya, Bari, Bastia, Bilbao, Brindisi, Bucarest–Otopeni, Burgas, Cagliari, Corfú, Cracovia, Dubái–Internacional, Dubrovnik, Fuerteventura, Funchal, Heraclión, Iași (inicia 3 de mayo de 2024), Ibiza, Esmirna, Kalamata, Kavala, Kos, Kütahya, La Canea, Lamezia Terme, Lanzarote, Lárnaca, Míconos, Niza, Olbia, Palermo, Pisa, Oporto, Preveza/Lefkada, Pula, Reykjavik–Keflavík (inicia 19 de mayo de 2024), Rodas, Rijeka, Santorini, Sofía, Sylt, Tbilisi, Tenerife–Sur, Timișoara, Tivat, Túnez, Varna, Venecia, Zadar, Zante Chárter estacional: Arvidsjaur |
| Freebird Airlines             | Estacional: Antalya |
| Israir Airlines               | Estacional: Tel Aviv |
| ITA Airways                   | Milán–Linate |
| KLM                           | Ámsterdam |
| LOT Polish Airlines           | Varsovia–Chopin |
| Lufthansa                     | Fráncfort, Múnich |
| Nouvelair                     | Estacional: Yerba, Monastir |
| Pegasus Airlines              | Ankara, Estambul–Sabiha Gökçen, Esmirna, Kayseri |
| Scandinavian Airlines         | Copenhague Estacional: Oslo |
| SkyAlps                       | Bolzano (inicia 28 de mayo de 2024) |
| Southwind Airlines            | Chárter estacional: Antalya |
| SunExpress                    | Adana, Ankara, Antalya, Gaziantep, Esmirna, Kayseri, Samsun Estacional: Bodrum, Dalaman, Diyarbakır, Elazığ, Konya, Trebisonda |
| Swiss International Air Lines | Zúrich |
| Tailwind Airlines             | Antalya |
| TUIfly Deutschland            | Boa Vista, Fuerteventura, Funchal, Gran Canaria, Hurghada, Lanzarote, Palma de Mallorca, Sal, Tenerife–Sur Estacional: Corfú, Dalaman, Yerba, Faro, Heraclión, Jerez de la Frontera, Kos, Menorca, Patras, Rodas |
| Turkish Airlines              | Estambul Estacional: Adana, Ankara, Antalya, Elazığ, Gaziantep, Esmirna, Kayseri, Ordu–Giresun, Samsun, Trebisonda |
| Twin Jet                      | Estacional: Lyon[cita requerida] |
| Volotea                       | Burdeos, Nantes |
| Vueling                       | Barcelona |

### Carga
| Aerolíneas   | Destinos                       |
| ------------ | ------------------------------ |
| Atlas Air    | Birmingham (Alabama)           |
| DHL Aviation | Colonia/Bonn, Leipzig/Halle    |
| FedEx Feeder | Lieja, París-Charles de Gaulle |

## Estadísticas

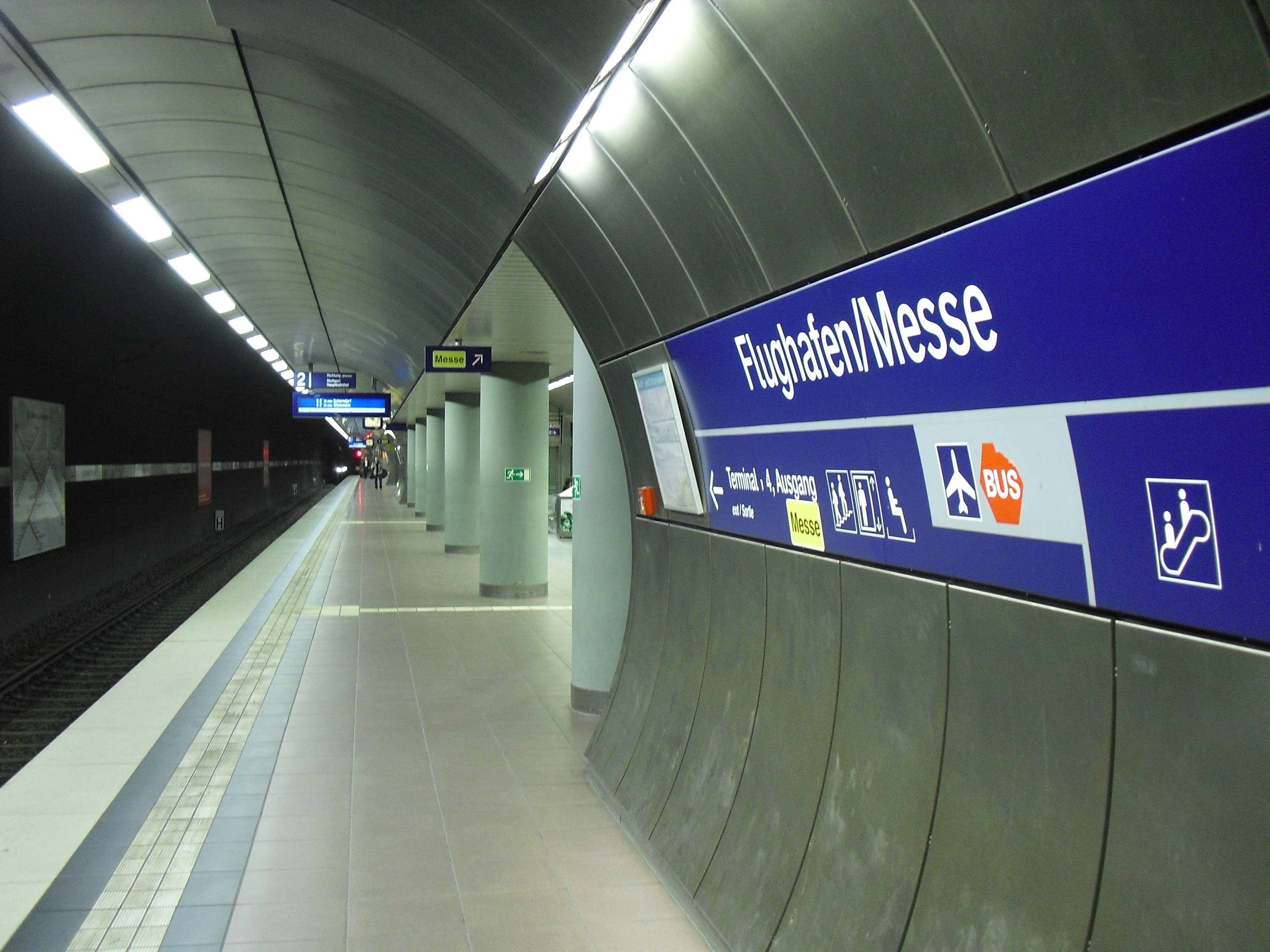
Estación Stuttgart Flughafen/Messe

S-Bahn de Stuttgart

Ver fuente y consulta Wikidata.